# Valira del Nord
De Valira del Nord is een rivier in Andorra die in Escaldes-Engordany samenvloeit met de Valira d'Orient om zo de Valira te vormen, een zijrivier van de Segre. De Valira del Nord begint bij de bergmeertjes Estanys de Tristaina ten noordwesten van El Serrat (parochie Ordino) als Riu de Tristaina. Vanaf de samenvloeiing met een ander, van het noordoosten komend bergriviertje in El Serrat spreekt men van de Valira del Nord.
Tussen Ordino en Escaldes-Engordany stroomt de Valira del Nord door de parochie La Massana. Van de bron tot de monding liggen aan de Valira del Nord de plaatsen El Serrat, Les Salines, Llorts, Arans, La Cortinada, Ansalonga, Sornàs, Ordino-centrum (alle in de parochie Ordino), L'Aldosa de la Massana, La Massana-stad, Anyós (alle parochie La Massana) en Engordany. In La Massana mondt de Riu d'Arinsal uit in de Valira del Nord.
In Escaldes-Engordany bevindt de samenvloeiing zich vlak naast het iconische waterpretcentrum Caldea.

## Zijrivieren

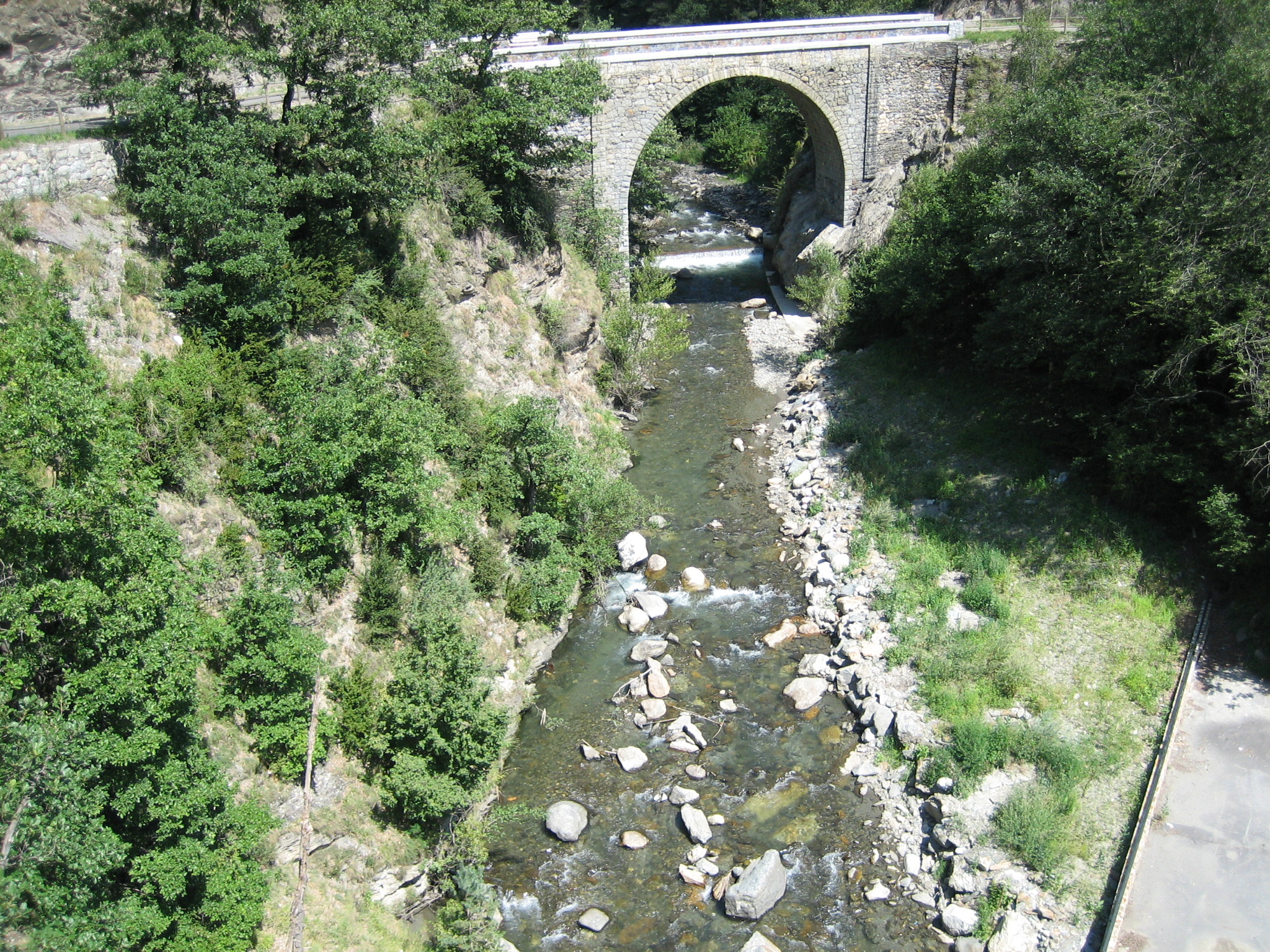
De Valira del Nord gezien vanop de Pont d'Anyós te Anyós

Met de stroming mee monden in de Valira del Nord de volgende rivieren uit. Alleen de directe zijrivieren zijn hier opgelijst; zie het hoofdartikel voor een overzicht van alle zijrivieren.
- Riu de les Ferreroles (links)
- Riu de l'Angonella (rechts) (gevoed door de Estanys de l'Angonella)
- Riu de l'Ensegur (l.)
- Riu del Querol (l.)
- Canal del Cresp (r.)
- Canal del Mulassar (l.)
- Riu de la Posa (r.)
- Canal Torta (r.)
- Canal del Barrer (r.)
- Canal de la Trava (l.)
- Riu de Sornàs (l.) (stroomt door Sornàs)
- Riu de Segudet (l.) (stroomt door Segudet en Ordino)
- Canal Gran (r.)
- Riu d'Arinsal (r.) (gevormd door samenvloeiing Riu de Comallemple en Riu Pollós; stroomt door Arinsal, Mas de Ribafeta, Puiol del Piu, Erts, El Pui en La Massana)
- Riu dels Cortals (r.)
- Riu de Font Amagada (l.) (stroomt door Anyós)
- Riu Muntaner (r.)
- Riu de Padern (l.)
- Canal Gran de la Grella (r.)
- Canal del Lloser (l.)
- Canal de la Roca Blanca (r.)

## Afwatering
Valira del Nord → Valira → Segre → Ebro → Middellandse Zee